# Sandra Maria Laucas
Sandra Maria Laucas, MBE (Belo Horizonte, 02 de julho de 1942 – Belo Horizonte, 19 de julho de 2024) foi uma educadora, empresária, e promotora do idioma inglês e da cultura britânica no Brasil e América Latina.

## Vida
Nascida Sandra Maria Pires, era uma de sete filhos do casal de imigrantes italianos Epaminondas Serrano Pires e Alzira Lina Gauzzi Pires.
Desde cedo abraçou a ética e dedicação ao trabalho, empregando-se ainda jovem como assistente na secretaria no Consulado Britânico em Minas Gerais onde, mais tarde, seria promovida por mérito a assistente do então cônsul geral Sr. Harold Victor Walter.  
Foi justamente o cônsul Sr. Walter que, em abril de 1941, havia fundado a Sociedade Brasileira de Cultura Inglesa, sendo eleito seu vice-presidente e tendo na presidência o então prefeito Juscelino Kubitschek de Oliveira. 
Fascinada pela cultura britânica e sua influência global na arte, literatura, diplomacia e política, Sandra Laucas se matriculou na Sociedade Brasileira de Cultura Inglesa de Belo Horizonte, e investia uma parte significativa de seu tempo pessoal e proventos no estudo da língua inglesa e na formação de uma extensa biblioteca nesse idioma.  
Tendo adquirindo fluência no idioma inglês, Sandra Maria Laucas se tornou professora da mesma Cultura Inglesa onde havia sido aluna, iniciando uma carreira de sucesso na qual sua dedicação, liderança e determinação lhe conduziram ao posto de Diretora Geral, que exerceu com grande habilidade, superando desafios econômico-financeiros e operacionais, culminando na abertura de inúmeras filiais.  Sob a liderança de Sandra Laucas, entre 1976 e 2002 a Cultura Inglesa alcançou inquestionável liderança na qualidade e extensão do ensino da língua inglesa em Minas Gerais, além de diversas premiações como, por exemplo, o Great Places to Work (GPTW).
Durante a gestão de Sandra Laucas, a Cultura Inglesa expandiu substancialmente seus investimentos no intercâmbio cultural com a Grã-Bretanha, promovendo intensa presença em Minas Gerais de renomados artistas, conferencistas e cientistas britânicos. 
Sandra Laucas atuou na fundação e foi presidente da ABCL – Associação Brasileira de Culturas Inglesas, reunindo e coordenando esforços entre as instituições homônimas que atuam de forma independente em todo o Brasil. Também propôs a formação e presidiu a LABCI – Latin American British Cultural Institutes, reunindo organizações voltadas à promoção do idioma inglês e cultura britânica na América Latina.  Exerceu o cargo de chairman do comitê diretivo da English Speaking Union, inaugurando o primeiro escritório da entidade no Brasil, e ajudando a fortalecer os laços entre nosso país e o Reino Unido.
Foi uma das maiores incentivadoras das atividades do British Council na América Latina, liderando a execução de inúmeras ações relacionadas com a promoção e ampliação da oferta de exames de certificação internacional na língua inglesa oferecidos pelas Universidades de Cambridge e Oxford.
O histórico de empenho, dedicação e esforço de Sandra Laucas na promoção de atividades educacionais e culturais associadas ao Reino Unido levou, em 1989, à condecoração com o título de MBE (Member of the Most Excellent Order of the British Empire) e os privilégios honoríficos de pertença a essa ordem em reconhecimento aos “relevantes serviços prestados ao Reino Unido”. Naquela ocasião, Sandra Laucas foi convidada a receber a comenda e o título em Londres, diretamente das mãos da Rainha Elizabeth II. Entretanto, Sandra optou por receber a comenda em Belo Horizonte, em discreta cerimônia dirigida pelo cônsul britânico, à qual compareceu acompanhada dos filhos, familiares e colegas de trabalho que haviam sido instrumentais ao longo de seu trabalho na difusão da cultura britânica no Brasil e América Latina.
Em 1996, Sandra recebeu a Medalha da Inconfidência, distinção que lhe foi concedida pelo governo do estado de Minas Gerais pelo trabalho na promoção da concórdia e amizade entre o Brasil e a Grã-Bretanha. 
Participando de eventos e cerimônias restritas aos condecorados com a ordem MBE, Sandra Laucas esteve pessoalmente em diversas ocasiões com a ex-primeira-ministra Margaret Thatcher, com o Príncipe Philip (Duque de Edimburgo) e com o então Príncipe de Gales e atual Rei Charles III e Rainha Consorte Camila.
Foi casada com Enio Giuseppe Laucas, com quem teve dois filhos: Giuliano Laucas e Olavo Laucas, estimados e respeitados administradores e empresários que, juntamente com a família, mantêm o legado de Sandra Maria Laucas na condução das atividades da Cultura Inglesa em Minas Gerais.